# Eupithecia grisea
Eupithecia grisea là một loài bướm đêm trong họ Geometridae.